# تشير (تشايبارة)
تشير (بالفارسية: چیر) هي قرية تقع في قسم بسطام الريفي (مقاطعة تشايبارة) في إيران. يقدر عدد سكانها بـ 28 نسمة بحسب إحصاء 2016.